# Хайнрих XI (Ройс-Грайц)
Хайнрих XI Ройс-Грайц (на немски: Heinrich XI Reuß-Greiz; * 18 март 1722 в Оберграйц; † 28 юни 1800 в Грайц) от фамилията Ройс е от 1723 г. управляващ граф, от 1778 г. княз на Княжество Ройс-Грайц старата линия.
Той е син на граф Хайнрих II Ройс фон Обер-Грайц (1696 – 1722) и съпругата му графиня София Шарлота фон Ботмер (1697 – 1748), дъщеря на граф Йохан Каспар фон Ботмер (1656 – 1732) и втората му съпруга Гизела Ердмута фрайин фон Хойм (1669 – 1741).
Майка му се омъжва втори път на 25 декември 1723 г. за граф Георг Вилхелм фон Ербах-Ербах (1686 – 1757). Полубрат е на София Христиана фон Ербах-Ербах (1725 – 1795), омъжена за княз Вилхелм Хайнрих фон Насау-Саарбрюкен (1718 – 1768).
През 1723 г. Хайнрих XI става граф на Оберграйц след брат си Хайнрих IX и през 1768 г. в Унтерграйц след граф Хайнрих III. До 1769 г. той създава летен палат и основава дворцовата библиотека.
На 12 май 1778 г. той е издигнат на имперски княз като „княз на Ройс цу Грайц“. Той умира на 28 юни 1800 г. на 78 години.

## Фамилия
Хайнрих XI се жени на 4 април 1743 г. в Кьостриц за графиня Конрадина Елеонора Ройс цу Кьостриц (* 22 декември 1719 в Кьостриц; † 2 февруари 1770 в дворец Бургк), дъщеря на граф Хайнрих XXIV Ройс-Кьостриц (1681 – 1748) и Мария Елеонора Емилия, фрайин фон Промниц-Дитерсбах (1688 – 1776). Те имат 11 деца:

- Хайнрих XII (1744 – 1745)
- Хайнрих XIII (1747 – 1817), княз Ройс цу Грайц (1800 – 1817), женен на 9 януари 1786 г. за принцеса Вилхелмина Луиза фон Насау-Вайлбург (1765 – 1837), дъщеря на княз Карл Кристиан фон Насау-Вайлбург
- Хайнрих XIV (1749 – 1799), княз, австрийски посланик в Берлин, женен (морг.) 1797 г. за Мария Анна Майер, Фрау фон Айбенберг (1775/76 – 1812)
- Хайнрих XV (1751 – 1825), австрийски фелдмаршал
- Хайнрих XVI (1759 – 1763)
- Хайнрих XVII (1761 – 1807), женен (морг.) на 14 септември 1805 г. за Бабета Бенигна фон Венц цум Ланщайн (1775 – 1838)
- Амалия (1745 – 1748)
- Фридерика (1748 – 1816), омъжена I. на 8 юли 1767 г. в Грайц (развод 8 ноември 1769) за граф Фридрих Лудвиг фон Кастел-Рюденхаузен (1746 – 1803), II. на 7 май 1770 г. в Кирхберг за княз Фридрих фон Хоенлое-Кирхберг (1732 – 1796)
- Изабела (1752 – 1824), омъжена на 1 юни 1771 г. в Оберграйц за бургграф Вилхелм Георг фон Кирхберг граф фон Сайн-Хахенбург (1751 – 1777)
- Мария (1754 – 1759)
- Ернестина Есперанца Виктория (1756 – 1819), омъжена на 20 август 1783 г. в Грайц за княз Волфганг Ернст II фон Изенбург-Бюдинген (1735 – 1803)

Хайнрих XI се жени втори път на 25 октомври 1770 г. във Франкфурт на Майн за графиня Александрина фон Лайнинген-Дагсбург-Фалкенбург (* 25 ноември 1732 във Франкфурт на Майн; † 4 октомври 1809 в Тайхниц), дъщеря на граф Кристиан Карл Райнхард фон Лейнинген-Дагсбург-Фалкенбург (1695 – 1766) и графиня Катарина Поликсена фон Золмс-Рьоделхайм (1702 – 1765), дъщеря на граф Георг Лудвиг фон Золмс-Рьоделхайм. Те нямат деца.